# 米哈伊利夫斯凱 (波爾塔瓦州)
49°31′6″N 35°7′3″E / 49.51833°N 35.11750°E
米哈伊利夫斯凱（羅馬化：Mykhailivske）是位於烏克蘭中部的镇，由波爾塔瓦州波爾塔瓦區的卡爾利夫卡市鎮負責管轄。該鄉距離科羅連基夫卡1.5公里，海拔高度133米，2001年人口369。